# 마이우송 프란시스쿠 지 파라이스
마이우송 프란시스쿠 지 파라이스(포르투갈어: Mailson Francisco de Farias, 1990년 12월 23일 ~ )는 마이우송(포르투갈어: Mailson)으로 불리는 브라질의 축구 선수로, 포지션은 윙어이다. 현재 타이 리그1의 치앙라이 유나이티드 FC 소속이다. 2017년 K리그 클래식의 제주 유나이티드 FC에서 활약한 바 있다. K리그 등록명은 마유송이었다.